# Фороне (Пистоја)
Фороне је насеље у Италији у округу Пистоја, региону Тоскана.
Према процени из 2011. у насељу је живело 773 становника. Насеље се налази на надморској висини од 24 м.